# Raphaël Jacquelin
Raphaël Jacquelin, né le 8 mai 1974 à Lyon, est un golfeur professionnel sur le circuit européen.

## Carrière
La passion première de Raphaël Jacquelin était le football. Mais, en raison d'une blessure au genou, il arrête ce sport et il s'oriente vers le golf à l'âge de 15ans au hasard d'une rencontre sur un 9 trous compact prés de chez lui. Sa progression est rapide et il devient champion de France junior en 1993.
Il devient professionnel dès 1995, et intègre le Challenge Tour l'année suivante. En septembre de la même année, il tente sa chance pour le circuit européen en passant les cartes européennes. Après un retour sur le Challenge Tour, il réintègre le circuit grâce à ses bons résultats sur le circuit satellite.
Sur le circuit européen, il continue sa progression, passant de 80e européen en 2000 à 28e l'année suivante. Son meilleur résultat sur cette dernière saison est une deuxième place lors du The Compass Group English Open après avoir réalisé plusieurs bons résultats dont une 5e place à l'Open de Sao Paulo, une 8e place à l'Open d'Espagne et une 7e place à l'International Open. En 2003, il termine à quatre reprises dans le Top 5, dont une troisième place lors du Trophée Lancôme. La saison suivante, il obtient deux secondes places et termine dans le Top 5 dans cinq autres tournois.
Il remporte son premier titre sur le circuit européen lors de l'Open de Madrid en 2005. L'année suivante, son meilleur résultat est une troisième place. En 2007, il remporte son deuxième titre, lors du BMW Asian Open.
En mars 2011, il décroche sa troisième victoire sur le circuit européen à l'Open de Sicile avec une longueur d'avance sur l'Anglais Anthony Wall. En avril 2013, il remporte Open d'Espagne après un playoff de 9 trous face à Maximilian Kieffer conclu par un birdie (Felipe Aguilar ayant été éliminé avec un par au 3e trou). Cette victoire lui permet d'intégrer le top 100 mondial (95e).
L'Open de France 2023 est son dernier tournoi professionnel.

## Résultats dans les tournois du Grand Chelem
| Tournoi                 | 1997 | 1998 | 1999 |
| ----------------------- | ---- | ---- | ---- |
| Masters de golf         | DNP  | DNP  | DNP  |
| US Open de golf         | DNP  | DNP  | DNP  |
| Open britannique hommes | CUT  | DNP  | DNP  |
| Championnat de la PGA   | DNP  | DNP  | DNP  |

| Tournoi                 | 2000 | 2001 | 2002 | 2003 | 2004 | 2005 | 2006 | 2007 | 2008 | 2009 |
| ----------------------- | ---- | ---- | ---- | ---- | ---- | ---- | ---- | ---- | ---- | ---- |
| Masters de golf         | DNP  | DNP  | DNP  | DNP  | DNP  | DNP  | DNP  | DNP  | DNP  | DNP  |
| US Open de golf         | DNP  | DNP  | DNP  | DNP  | DNP  | DNP  | DNP  | DNP  | DNP  | CUT  |
| Open britannique hommes | DNP  | T13  | CUT  | T53  | T54  | DNP  | DNP  | T65  | DNP  | CUT  |
| Championnat de la PGA   | DNP  | DNP  | DNP  | DNP  | CUT  | DNP  | DNP  | CUT  | DNP  | DNP  |

| Tournoi                 | 2010 | 2011 | 2012 | 2013 | 2014 | 2015 |
| ----------------------- | ---- | ---- | ---- | ---- | ---- | ---- |
| Masters de golf         | DNP  | DNP  | DNP  | DNP  | DNP  | DNP  |
| US Open de golf         | DNP  | DNP  | T21  | DNP  | DNP  | DNP  |
| Open britannique hommes | DNP  | 8    | CUT  | DNP  | DNP  | CUT  |
| Championnat de la PGA   | CUT  | CUT  | DNP  | DNP  | DNP  | DNP  |

DNP = Did not play (n'a pas joué)

CUT = n'a pas passé le cut

"T" = tied (ex æquo)

Fond jaune pour top 10.